# Gnomonia leptostyla
De veroorzaker van de bladvlekkenziekte Gnomonia leptostyla (anam. Marssoniella juglandis) is een schimmel die behoort tot de familie van de Gnomoniaceae.
Gnomonia leptostyla veroorzaakt ronde tot hoekige, eerst gele en later bruinwordende vlekken met een donkerbruine rand op de bladeren, bladstelen, scheuten en vruchten van de gewone walnoot en zwarte walnoot en veroorzaakt oogstderving en kwaliteitsverlies door vroegtijdige rijping of verdroging van de noten en smaakverlies. De ziekte treedt vooral in slechte, natte zomers op.
De schimmel overwintert in de eindknoppen en op het afgevallen blad en vruchtschillen. In het voorjaar worden op dit oude blad en vruchtschillen sporenzakjes met ascosporen gevormd. De ascosporen worden door regen en wind verspreid en infecteren het nieuwe blad. In de op het blad ontstane vlekken worden conidiën gevormd, die weer nieuwe infecties geven. Ook kunnen de conidiënvormende vruchtlichamen in de eindknoppen overwinteren.

## Synoniemen
- Gloeosporium juglandis (Lib.) Mont., (1849)
- Gnomonia juglandis (DC.) Traverso
- Leptothyrium juglandis Lib.,: no. 164 (1832)
- Marssonia juglandis (Lib.) Sacc., (1884)
- Marssoniella juglandis (Lib.) Höhn., (1916)
- Marssonina juglandis (Lib.) Magnus, (1906)
- Neomarssoniella juglandis (Lib.) U. Braun, (1991)
- Sphaeria juglandis DC., (1815)
- Sphaeria leptostyla Fr., (1823)

## Fotogalerij
|  |  |